# Balogh Ernő (irodalomtörténész)
Balogh Ernő (Debrecen, 1950. december 19. –) Alföld-díjas (1982) magyar irodalomtörténész, kritikus.

## Életpályája
Szülei: Balogh Ernő és Révész Ilona. 1970-1975 között a Kossuth Lajos Tudományegyetem Bölcsészettudományi Karának magyar-orosz szakos hallgatója volt. 1975-1983 között a Kossuth Lajos Tudományegyetem Magyar Irodalomtörténeti Intézetének tudományos ösztöndíjasa, tanársegéde, később adjunktusa volt. 1983-1989 között a Magyar Szocialista Munkáspárt Központi Bizottságának (MSZMP KB) kulturális osztályának munkatársa volt. 1986-1989 között az Irodalomtörténet egyik szerkesztőjeként dolgozott. 1989 óta a Kritika főszerkesztője.

## Magánélete
1975-ben házasságot kötött Stébel Éva főiskolai docenssel. Két fiuk született; Ákos (1976) és István (1984).

## Művei
- Tündérálmok (reformkori tanulmányok, 1988)
- Ausztrália: tények és élmények (Stébel Évával, 2000)